# Rubén Ortiz Torres
Rubén Ortiz Torres (* 27. Februar 1964 in Mexiko-Stadt) ist ein mexikanischer Fotograf, Maler, Grafiker, Video- und Multimediakünstler.

## Leben
Ortiz studierte an der Escuela Nacional de Artes Plásticas der Universidad Nacional Autónoma de México. Anfang der 1980er Jahre begann er in Mexiko-Stadt seine Laufbahn als Fotograf, Grafiker und Maler und profilierte sich als ein Wegbereiter einer spezifischen mexikanischen Form der Postmoderne. Ein Studium am California Institute of the Arts schloss er 1992 mit dem Mastergrad ab. Seit 2001 unterrichtet er am  Department of Visual Arts der University of California in San Diego.
Die Arbeiten von Ortiz umfassen Gemälde, Fotografien, Videos und Videoinstallationen, Collagen, Multimediawerke und kommerzielle Produkte, die von Baseballkappen bis zu individuell gestalteten Pick-ups reichen. Seine Werke wurden in mehr als zwanzig Einzelausstellungen (u. a. im Museum of Modern Art, in der Tate Gallery of Modern Art, im San Diego Museum of Art, im Centro de las Artes in San Luis Potosí, im  Museum of Fine Arts in Houston, in der Brotfabrik in Berlin, im Centro de la Imagen in Mexiko-Stadt und im Grazer Kunstverein) und über einhundert Gruppenausstellungen in den Vereinigten Staaten, Europa, Australien, Neuseeland und Kanada. Ausgezeichnet wurde er u. a. mit Preisen und Stipendien der Andrea Frank Foundation, der Foundations for Contemporary Performance Art, des U.S. Mexico Fund for Culture, der Louis Comfort Tiffany Foundation, des Banff Center for the Arts und der Fulbright Foundation.